# Tordenskjold (norskt pansarskepp)
Tordenskjold var ett pansarskepp i den norska flottan. Hon byggdes i England. Fartyget var av Tordenskjold-klass och hade ett systerfartyg Harald Haarfagre. Fartyget togs ur bruk före andra världskriget och lades upp i Horten. Pjäserna återanvändes som kustartilleri.

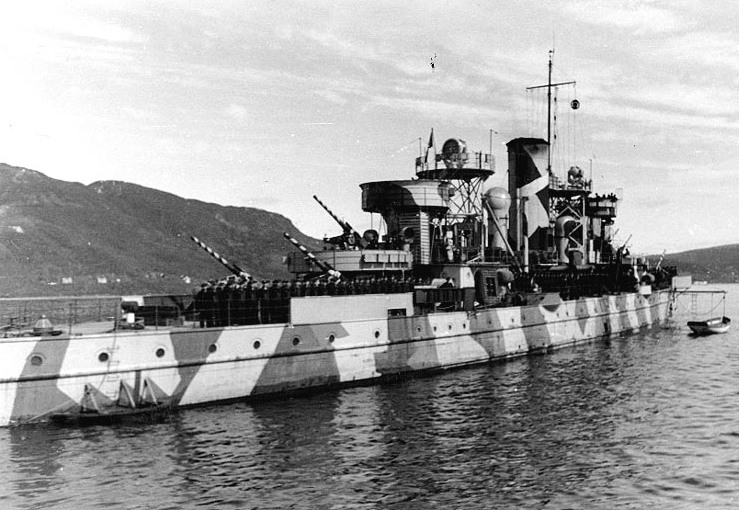
Tordenskjold som tyskt luftvärnsbatteri.

Tordenskjold övertogs av tyskarna i samband med ockupationen av Norge den 9 april 1940 och byggdes om till ett flytande luftvärnsbatteri med 10,5 cm FlaK 38 luftvärnskanoner och döptes om till  Nymphe. Hon skadades av brittiskt flyg i Svolvær i maj 1945, gick på grund och skrotades några år senare.